# Paint Rock
|  | Per a altres significats, vegeu «Paint Rock (Texas)». |

 Paint Rock, Alabama és una població dels Estats Units a l'estat d'Alabama. Segons el cens del 2000 tenia 185 habitants.

## Demografia
Segons el cens del 2000, Paint Rock tenia 185 habitants, 81 habitatges, i 57 famílies. La densitat de població era de 162,3 habitants/km².
Dels 81 habitatges en un 27,2% hi vivien nens de menys de 18 anys, en un 54,3% hi vivien parelles casades, en un 11,1% dones solteres, i en un 29,6% no eren unitats familiars. En el 29,6% dels habitatges hi vivien persones soles el 13,6% de les quals corresponia a persones de 65 anys o més que vivien soles. El nombre mitjà de persones vivint en cada habitatge era de 2,28 i el nombre mitjà de persones que vivien en cada família era de 2,77.
Per edats la població es repartia de la següent manera: un 18,4% tenia menys de 18 anys, un 14,1% entre 18 i 24, un 24,9% entre 25 i 44, un 24,9% de 45 a 60 i un 17,8% 65 anys o més.
L'edat mediana era de 38 anys. Per cada 100 dones hi havia 92,7 homes. Per cada 100 dones de 18 o més anys hi havia 98,7 homes.
La renda mediana per habitatge era de 35.521 $ i la renda mediana per família de 36.875 $. Els homes tenien una renda mediana de 28.750 $ mentre que les dones 16.719 $. La renda per capita de la població era de 15.551 $. Aproximadament el 8,3% de les famílies i el 10,8% de la població estaven per davall del llindar de pobresa.

## Poblacions properes
El següent diagrama mostra les poblacions més properes.